# Ataman
Ataman (varianty: otaman, wataman, vataman; rusky атаман; ukrajinsky отаман) byl titul kozáckých a hajdamackých vůdců různého druhu. V Ruské říši byl tento termín oficiálním titulem nejvyšších vojenských velitelů kozáckých armád. Ukrajinská verze téhož slova je hetman. Otaman v ukrajinských kozáckých silách byla pozice nižší hodnosti.
Atamani byly tituly nejvyšších vůdců různých kozáckých armád během ruské občanské války.
Když Ukrajina získala v roce 1918 nezávislost, hodnost nabyla jiné hodnoty. Mezi ukrajinskými sičskými střelci a ukrajinskou haličskou armádou byla hodnost ekvivalentní majorovi, stejně jako dnes výkonný důstojník praporu. V Ukrajinské lidové republice byl titul v generálské hodnosti. Hlavní Otoman (головний отаман) byl generál ukrajinské armády, kterému pomáhali jeho zástupci, úřadující Otomani.
Hlava armády Ukrajinské lidové republiky, zejména Symon Petljura, byl nazýván Nejvyšší Otaman (головний отаман).